# Хусень
Хусень, Хусені (рум. Huseni) — село у повіті Селаж в Румунії. Входить до складу комуни Красна.
Село розташоване на відстані 397 км на північний захід від Бухареста, 18 км на захід від Залеу, 75 км на північний захід від Клуж-Напоки.

## Населення
За даними перепису населення 2002 року у селі проживали 506 осіб.
Національний склад населення села:
| Національність | Кількість осіб | Відсоток |
| -------------- | -------------- | -------- |
| румуни         | 290            | 57,3%    |
| цигани         | 215            | 42,5%    |

Рідною мовою назвали:
| Мова      | Кількість осіб | Відсоток |
| --------- | -------------- | -------- |
| румунська | 290            | 57,3%    |
| циганська | 215            | 42,5%    |